# داستان کریسمس ۲
داستان کریسمس ۲ (انگلیسی: A Christmas Story 2) فیلمی در ژانر کمدی به کارگردانی برایان لوانت است که در سال ۲۰۱۲ منتشر شد. از بازیگران آن می‌توان به دانیل استرن و استیسی تراویز اشاره کرد.